# ديمتريوس (مسرحية)

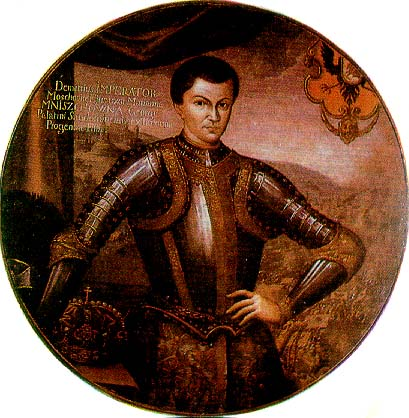
ديمتريوس الأول القيصر الروسي من 1605 حتى 1606

ديمتريوس (العنوان الأصلي:Demetrius) مسرحية غير مكتملة من تأليف الكاتب المسرحي الألماني فريدرش شيلر (1759-1805)، قائمة على حياة القيصر الروسي ديمتريوس الأول في فترة توليه الحكم من عام 1605 حتى وفاته في 1606. عمل شيلر على المسرحية من 1804 حتى 1805 العام الذي توفي فيه فتركها غير مكتملة. عرضت المسرحية للمرة الأولى في 15 فبراير 1857 في مدينة فايمار.

## وصلات خارجية
| - ديمتريوس، على كتب جوجل. - ديمتريوس، على مشروع جوتنبرج. - ديمتريوس، على أرشيف الإنترنت. - ديمتريوس، على مكتبة جامعة هارفارد. | - ديمتريوس، على الفهرس العالمي. - ديمتريوس، على موقع أمازون. - ديمتريوس، على جود ريدز. - ديمتريوس، على كومنز. |  |